# Паділья-де-Абахо
Паділья-де-Абахо (ісп. Padilla de Abajo) — муніципалітет в Іспанії, у складі автономної спільноти Кастилія-і-Леон, у провінції Бургос. Населення — 93 особи (2010).
Муніципалітет розташований на відстані близько 220 км на північ від Мадрида, 39 км на захід від Бургоса.

## Демографія
Динаміка населення (INE ):